# Новокарлівка
Новока́рлівка — село в Україні, у Пологівській міській громаді Пологівського району Запорізької області. Населення становить 309 осіб.

## Географія
Село Новокарлівка розташоване на лівому березі річки Кінська, вище за течією на відстані 0,5 км розташоване село Інженерне, нижче за течією на відстані 0,5 км розташоване село Новоселівка, на протилежному березі — село Багате. Через село проходить автошлях Т 0815 та залізнична лінія Запоріжжя II — Пологи, на якій розташована однойменна станція.

## Історія
Село засноване 1801 року, як Карлівка.
У 1917 році перейменоване в село Новокарлівка.
За радянських часів перейменоване в Новосілку, у 1991 році відновлена назва — Новокарлівка.
30 березня 2018 року Інженерненська сільська рада, в результаті децентралізації, об'єднана з Пологівською міською громадою.
12 червня 2020 року, відповідно до розпорядження Кабінету Міністрів України № 713-р «Про визначення адміністративних центрів та затвердження територій територіальних громад Запорізької області», увійшло до складу Пологівської міської громади.
19 липня 2020 року, в результаті адміністративно-територіальної реформи та ліквідації  Пологівського(1923-2020) району увійшло до складу новоутвореного Пологівського району.

## Населення

### Мова
Розподіл населення за рідною мовою за даними перепису 2001 року:
| Мова       | Кількість | Відсоток |
| ---------- | --------- | -------- |
| українська | 281       | 90.94%   |
| російська  | 27        | 8.74%    |
| гагаузька  | 1         | 0.32%    |
| Усього     | 309       | 100%     |